# Queratolisis punctata
La queratólisis punctata es una infección de la capa córnea de la piel de los pies (menos frecuentemente de las palmas de las manos) causada por bacterias.
Afecta principalmente a adolescentes y adultos jóvenes, aunque también se presenta en otras edades. Es más frecuente en zonas cálidas y húmedas, en verano, en los deportistas, los adultos jóvenes y los varones.

## Síntomas
Los síntomas más frecuentes son la sudoración excesiva y la bromhidrosis (mal olor) plantar, algunas veces con lesiones cutáneas queratolíticas (pequeños hoyuelos).

## Diagnóstico
El diagnóstico es clínico y generalmente no son precisos estudios o pruebas complementarias. 

## Tratamiento
El tratamiento consiste en extremar las medidas higiénicas que disminuyan la sudoración excesiva y el uso de antibióticos aplicados de forma tópica o local, sobre la zona afectada.